# Promatračka misija Ujedinjenih naroda na Prevlaci
Promatračka misija UN-a na Prevlaci (eng. UN Mission of Observers in Prevlaka, UNMOP) uspostavljena je 15. siječnja 1996. godine Rezolucijom  Vijeća sigurnosti UN-a 1038 kao mirovna misija za praćenje demilitarizacije spornog poluotoka Prevlake provođenjem svakodnevnih pješačkih i automobilskih patrola s obiju strana granice Hrvatske i Jugoslavije (konkretno, njezine federalne jedinice Crne Gore).
Zemlje koje su pružile potporu ovoj misiji bile su Argentina, Bangladeš, Belgija, Brazil, Češka, Danska, Egipat, Finska, Gana, Indonezija, Irska, Jordan, Kenija, Nepal, Novi Zeland, Nigerija, Norveška, Pakistan, Poljska, Ruska Federacija, Švicarska i Ukrajina. Raspuštena je 15. prosinca 2002., na datum koji je odredilo Vijeće sigurnosti UN-a.

## Vanjske poveznice
- UNMOP na stranicama UN-a (Wayback Archive)